# مستقبل دوبامين D5
مستقبل الدوبامين D5 ويعرف كذلك بـD1BR، هو بروتين يشفر لدى البشر واسطة الجين DRD5.. ينتمي إلى عائلة المستقبلات المماثلة لـD1 مع المستقبل الفرعي D1.

## الوظيفة
المستقبل D5 هو نوع فرعي من مستقبلات الدوبامين ألفته أكبر 10 مرات من النوع الفرعي D1. وهو مستقبل مقترن بالبروتين ج ويحفز تخليق أحادي فوسفات الأدينوسين الحلقي بواسطلة محلقة الأدينيلات عبر تنشيط عائلة Gαs/olf من بروتينات ج. كلا النوعين الفرعيين D1 وD5 ينشطان محلقة الأدينيلات. تم إظهار أن مستقبلات D1 تحفز تراكما أحادي الطور متعلقا بالجرعة لأحادي فوسفات الأدينوسين الحلقي استجابة للدوبامين، وكانت المستقبلات D5 قادرة على تحفيز تراكمٍ ثنائي الطور لأحادي فوسفات الأدينوسين الحلقي تحت نفس الظروف، وهذا يوحي بأن مستقبلات D5 يمكن أن تستخدم رسلا ثوان تختلف عن تلك التي تستخدمها المستقبلات D1.
تبين أن تنشيط مستقبلات D5 يعزز عامل التغذية العصبية المستمد من الدماغ ويزيد من فسفرة كيناز البروتين ب في عصبونات القشرة أمام الجبهية لدى الفئران والجرذان.
مختبريا، أظهرت مستقبلات D5 نشاطا بنيويا عاليا مستقلا عن الارتباط بأي ناهضات.